# Україна Online
Україна Online (UaOnlii) – це український новинний Телеграм-канал, що висвітлює соціальні та політичні теми. Також медіа системно організовує благодійні збори на підтримку сил оборони України. Входить в топ-3 телеграм-каналів в Україні за даними Українського інституту медіа та комунікацій.

## Історія
Новинний Телеграм-канал Україна Online був створений 5 липня 2019 року.
Перший великий приріст підписників Телеграм-канал отримав в березні 2019 року під час президентської кампанії та виборів. Активна аудиторія каналу виросла до 150 тисяч підписників.
Друге помітне збільшення читачів до 400 тисяч підписників припало на події пов’язані з епідемією коронавірусу в період з березня по травень 2020 року.
24 лютого 2022 року, після початку повномасштабного вторгнення, журналісти каналу одні із перших зустріли інформаційну війну та почали боротися з фейками. Тоді канал почав стрімко зростати, за першу добу до нього додалося 70 тисяч підписників. 4 серпня 2022-го кількість підписників каналу сягнула понад мільйон.
З 22 травня 2023 року канал перейшов на українську мову, до цього новини публікувалися російською.
Україна Online входить у п’ятірку найбільших політичних Телеграм-каналів України.
Основне наповнення каналу – це оперативні новини, зокрема про політику, корупцію та скандали. Через звʼязки та постійну допомогу для міноборони, ГУРу та зовнішній розвідці, каналу надається багато унікальної інформації, що виступає першоджерелом.
Підписниками та читачами каналу є чимало депутатів, політиків на бізнесменів. Неодноразово журналісти фіксували, як нардепи Верховної Ради читають цей канал.

### Волонтерська діяльність
Канал з перших днів великої війни включився в волонтерський рух та почав активно організовувати збори для української армії.
Влітку 2023 Україна Online спільно з БФ КОЛО, провели збір на 6 мільйон гривень на придбання комплексу БПЛА ЛЕЛЕКА.

## Критика
Телеграм-канал «Україна Online» у дослідженні ІМІ відзначився системною участю у скоординованій кампанії з виправдання закону №12414 та дискредитації НАБУ. Він публікував численні дописи з ідентичними формулюваннями, що повторювали меседжі інших каналів, зокрема «Times of Ukraine», «Інсайдер UA», «Реальна Війна», «Телеграмна служба новин – Україна», «Всевидящее ОКО», «Інсайдер ЗСУ», як-от про «фсбшних кротів» у Бюро, «держзраду» та необхідність «очищення» антикорупційної системи. Канал активно поширював коментарі одних і тих самих спікерів, представлених як «експерти», а також цитати силовиків і політиків, які підсилювали офіційну версію подій. Оперативність висвітлення протестів була мінімальною — перші згадки з’явилися лише пізно ввечері, коли до акцій уже неможливо було долучитися через комендантську годину, що могло свідчити про свідоме затягування публікацій. Паралельно «Україна Online» брала участь у формуванні позитивного образу президента Зеленського як відповідального лідера та поширювала емоційні історії про нього й Єрмака з початку вторгнення, що відволікало увагу від суті протестних вимог.

## Зовнішні посилання
Офіційний сайт
Twitter